# Арриги, Людовико

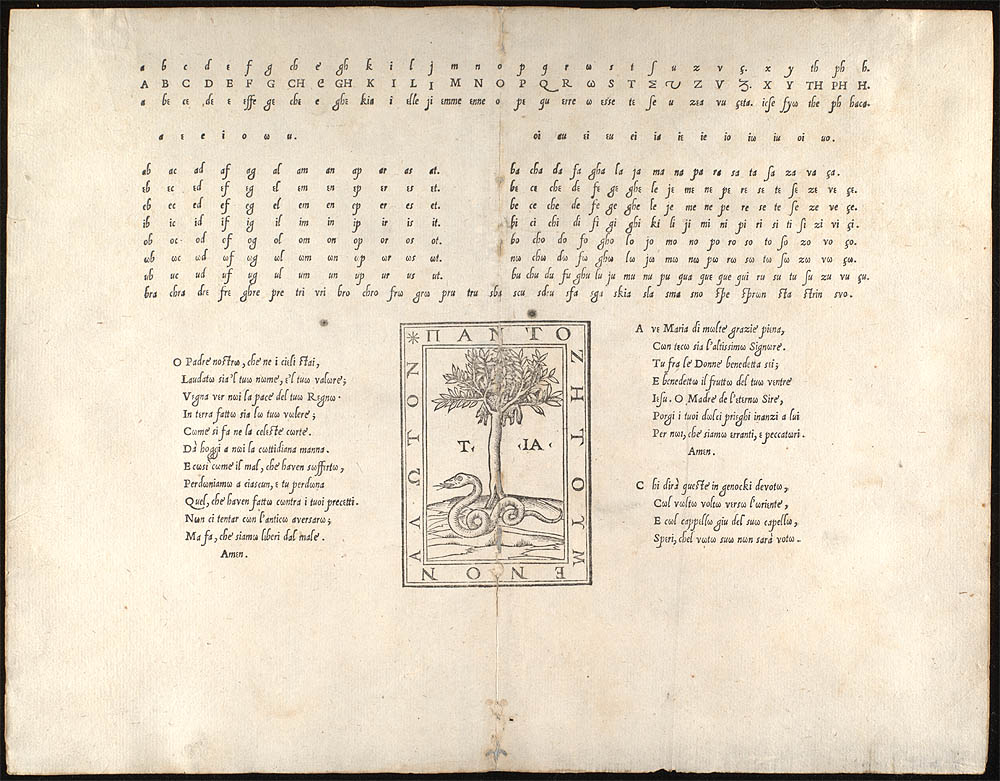
Разворот с образцами шрифтов из La Operina, 1522

Людовико Арриги (итал. Ludovico Vicentino degli Arrighi, 1475—1527), при жизни известный как Вичентино — итальянский каллиграф, печатник, шрифтовой дизайнер итальянского возрождения. О жизни Вичентино-Арриги известно лишь то, что он жил в Риме, зарабатывал книготорговлей и служил писцом в администрации Святого Престола. Первое достоверное упоминание о нём датировано 1510 годом, когда Вичентино оплатил издание «Путешествий» Лодовико ди Вартема.
Автор и издатель первопечатной книги — пособия по письму курсивом «La Operina» (1522, Рим). Шрифты этого издания вырезал Уго да Карпи. Второе издание этой книги (1523, Венеция, шрифты Эсташио Селебрино) было дополнено разделом об изготовлении перьев для письма (итал. Il modo de temperate le penne). В 1524 вместе с Перуджино открыл собственную небольшую печатню. В 1525 году Вичентино и да Карпи переиздали в Венеции первый вариант «Оперины» с новыми шрифтами. Папскую привилегию на шрифты 1522 года получил Вичентино, на шрифты 1525 года — да Карпи.
«La Operina» стала первой в череде более сотни аналогичных публикаций XVI—XVII века. Историк каллиграфии А. С. Озли предположил, что в действительности книга была издана не в 1522 году, а позже: ради славы первоиздателя Вичентино якобы сфальсифицировал дату выхода на титульном листе.

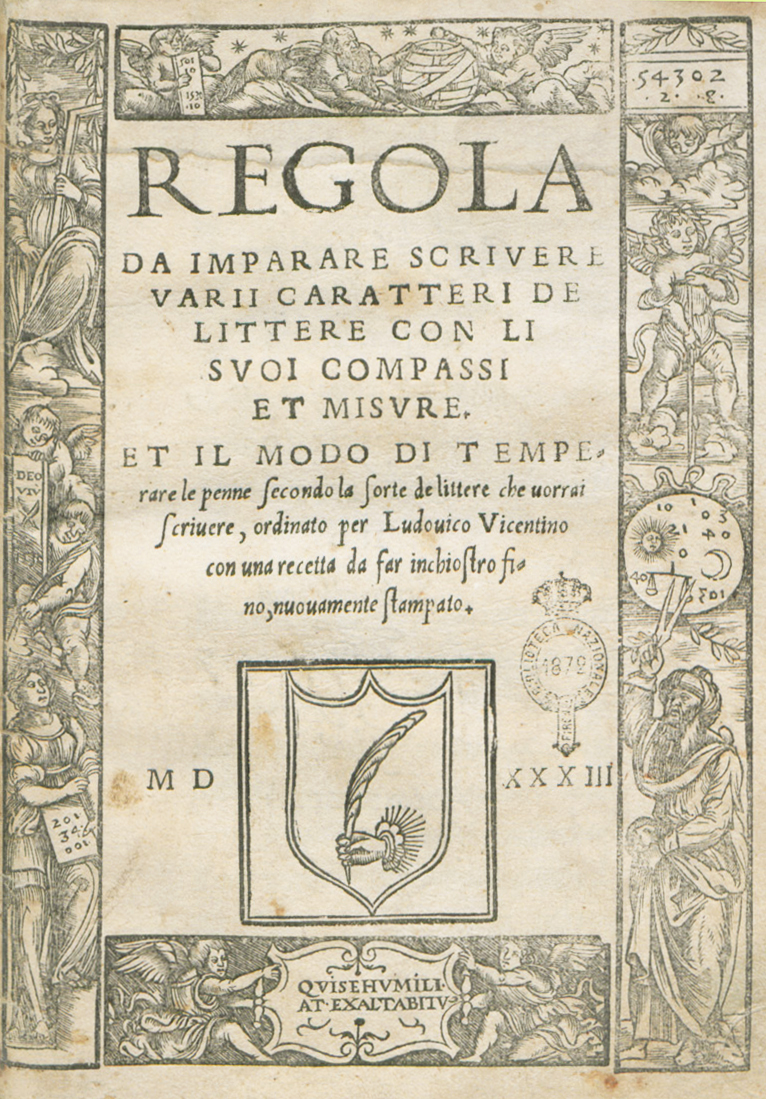
Regola da imparare scrivere varii caratteri de littere con li suoi compassi et misure, 1533